# Karlheinz Mewes
Karlheinz Mewes, teilweise auch Karl-Heinz Mewes (* 11. Mai 1944 in Deutsch; † 27. März 2025 ebenda), war ein deutscher Politiker (CDU). Er war von 1990 bis zu dessen Auflösung 1994 Landrat des Landkreises Osterburg.

## Leben
Der aus dem Dorf Deutsch in der nördlichen Altmark stammende Mewes absolvierte eine landwirtschaftliche Ausbildung und war zu DDR-Zeiten in etlichen leitenden Funktionen in der Landwirtschaft tätig.
Nach der politischen Wende 1989/90 engagierte er sich politisch.

## Nach der Wende
1990 wurde er zum ersten Landrat des neu gegründeten Landkreises Osterburg gewählt.
Zudem war er in einigen Positionen in der Kommunalpolitik tätig, so war er zwischen 1999 und 2004 Mitglied des Kreistages im Landkreis Stendal.
Mit Inkrafttreten der Kreisreform in Sachsen-Anhalt 1994 und der damit verbundenen Eingliederung des Landkreises Osterburg in die Landkreise Stendal und Salzwedel verlor er das Amt des Landrates.
Anlässlich seins 80. Geburtstages wurde ein Festgottesdienst in der Deutscher Kirche veranstaltet.

## Weiteres
Mewes veröffentlichte auch Beiträge zur Regionalgeschichte.
Mewes war zudem auch als Prädikant tätig.